# Dysdera mordax
Dysdera mordax este o specie de păianjeni din genul Dysdera, familia Dysderidae, descrisă de Ludwig Carl Christian Koch în anul 1882. Conform Catalogue of Life specia Dysdera mordax nu are subspecii cunoscute.